# Белоозерский сельсовет (Башкортостан)
Белоозерский сельсовет — муниципальное образование в Гафурийском районе Башкортостана.

## История
Согласно «Закону о границах, статусе и административных центрах муниципальных образований в Республике Башкортостан» имеет статус сельского поселения.

## Население
| 2002  | 2009  | 2010  | 2012  | 2013  | 2014  | 2015  |
| ----- | ----- | ----- | ----- | ----- | ----- | ----- |
| 3566  | ↗3843 | ↘3163 | ↘3114 | ↘3066 | ↘2986 | ↘2948 |
| 2016  | 2017  |       |       |       |       |       |
| ↘2890 | ↘2835 |       |       |       |       |       |

## Состав сельского поселения
| №  | Населённый пункт  | Тип населённого пункта       | Население |
| -- | ----------------- | ---------------------------- | --------- |
| 1  | Белое Озеро       | село, административный центр | ↘1325     |
| 2  | Антоновка         | село                         | ↘592      |
| 3  | Русский Саскуль   | деревня                      | ↘338      |
| 4  | Дарьино           | деревня                      | ↘250      |
| 5  | Татарский Саскуль | деревня                      | ↘194      |
| 6  | Дмитриевка        | деревня                      | ↘127      |
| 7  | Луговая           | деревня                      | ↘126      |
| 8  | Воиновка          | деревня                      | ↘108      |
| 9  | Ивановка          | село                         | ↘59       |
| 10 | Белоозёровка      | деревня                      | ↘28       |
| 11 | Уваровка          | деревня                      | ↘10       |
| 12 | Софьино           | деревня                      | ↘6        |